# Asphondylia acaciae
Asphondylia acaciae är en tvåvingeart som beskrevs av Peter Kolesik 2010. Asphondylia acaciae ingår i släktet Asphondylia och familjen gallmyggor. Inga underarter finns listade i Catalogue of Life.